# Grand-duché de Ruthénie
Pour les articles homonymes, voir Ruthénie (homonymie) et Rus.
Ne doit pas être confondu avec Voïvodie ruthène.
1658–1659
Entités précédentes :
- République des Deux Nations

Entités suivantes :
- République des Deux Nations

Le grand-duché de Ruthénie ou grande-principauté de Rus', en ukrainien : Велике Князівство Руське, en polonais : Wielkie Księstwo Ruskie, correspond à un projet de création d'un État ukrainien dans la république des Deux Nations (royaume de Pologne et grand-duché de Lituanie), qui serait ainsi devenue une « république des Trois Nations ». 
Ce projet a été étudié en 1658 durant les négociations entre les Cosaques d'Ukraine et la république des Deux Nations en vue du traité d'Hadiach.

## Contexte
Depuis 1569 et l'union de Lublin, les territoires des voïvodies de Kiev, de Tchernihiv et de Volhynie, auparavant lituaniens, étaient passés à la Pologne. Ces territoires, majoritairement orthodoxes et de langue et de culture ruthènes, se distinguaient du reste de la Pologne, catholique et polonophone. Cette Ukraine était le domaine des grandes propriétés foncières des magnats polonais, de la paysannerie orthodoxe ukrainienne, ainsi que des communautés cosaques, orthodoxes et ukrainiens eux aussi, mais libres.
En 1648, ces derniers se soulèvent, sous la direction du hetman Bogdan Khmelnitski. La République ne parvient pas à réprimer le soulèvement des cosaques. Ceux-ci se sont en outre alliés en 1654 à la Russie : de polono-cosaque, la guerre en est devenue polono-russe. La Pologne-Lituanie se trouve d'autant plus en difficulté qu'elle doit combattre dans le même temps la Suède et la Transylvanie. C'est à cause de ces difficultés, et de peur de perdre l'Ukraine face aux Russes, que la République se résout à signer avec les cosaques le traité d'Hadiach, élevant les provinces ukrainiennes de la Couronne au rang de troisième membre du Commonwealth.

## Le projet
La création de cette entité territoriale a été proposée par l'hetman Ivan Vyhovsky, secondé par Youri Nemyrych et Pavlo Teteria, en septembre 1658, lors des négociations de paix entre l'Hetmanat cosaque et la République.
Le grand-duché aurait été constitué à partir des voïvodies polonaises de Kiev, de Bracław et de Tchernihiv. 
La création du grand-duché a été approuvée dans une première version du traité d'Hadiach. Mais, en raison de la réticence des nobles polonais, elle a été abandonnée dans le traité final.

## Suites
Les cosaques en ont été très déçus ; l'abandon du projet de république tripartite est, selon l'historien ukrainien Samiïlo Velytchko, l'origine de la Ruine de l'Ukraine. 
La mort de Youri Nemyrysh en août 1659 tout comme la disgrâce d'Ivan Vyhovsky en octobre de la même année ont rendu le projet définitivement caduc,. Par ailleurs, l'opposition du pape et de la société polonaise pourraient également avoir joué un rôle dans la non-implémentation de la République tripartite.